# Atlanticus dorsalis
Atlanticus dorsalis är en insektsart som först beskrevs av Hermann Burmeister 1838.  Atlanticus dorsalis ingår i släktet Atlanticus och familjen vårtbitare. Inga underarter finns listade i Catalogue of Life.